# Ralph McTell
Ralph McTell, född 3 december 1944 i Farnborough i Bromley i sydöstra London, är en brittisk sångare, kompositör och gitarrist. Hans kanske mest kända sång är Streets of London.

## Fotnoter
1. ↑  Gemeinsame Normdatei, läst: 3 maj 2014.[källa från Wikidata]